# Commiphora guidottii
Commiphora guidottii är en tvåhjärtbladig växtart som beskrevs av Emilio Chiovenda och Guidotti. Commiphora guidottii ingår i släktet Commiphora och familjen Burseraceae. Inga underarter finns listade i Catalogue of Life.